# History Revisited
History Revisited (другое название — History Revisited: The Remixes) — альбом ремиксов британской группы Talk Talk, изданный лейблами EMI и Parlophone  в 1991 году.

## Об альбоме
Альбом был издан компанией EMI на волне успеха сборника лучших песен  Natural History: The Very Best of Talk Talk, который был издан годом раньше.
Вокалист группы Марк Холлис был разочарован в альбоме.
Перед релизом History Revisited Холлис посылал письма EMI с просьбой не выпускать альбом, но компания не реагировала на это.
Он был выпущен без разрешения группы, из-за чего Talk Talk подали иск в суд на EMI в ноябре 1991 года, так как не были довольны качеством его звука.
Talk Talk выиграли дело в суде, и EMI согласилась изъять из продажи альбом, а оставшиеся экземпляры уничтожить. По всему миру было продано около 1 миллиона экземпляров альбома.

## Список композиций
| №   | Название                                                                                  | Длительность |
| --- | ----------------------------------------------------------------------------------------- | ------------ |
| 1.  | «Living in Another World '91» (ремикс сделан Джулианом Мендельсоном)                      | 4:40         |
| 2.  | «Such a Shame» (ремикс сделан Гэри Миллером)                                              | 5:41         |
| 3.  | «Happiness Is Easy (Dub)» (ремикс сделан Полом Уэббом и Ли Харрисом)                      | 7:02         |
| 4.  | «Today» (ремикс сделан Гэри Миллером)                                                     | 3:24         |
| 5.  | «Dum Dum Girl (Spice Remix)» (ремикс сделан Джастином Робертсоном)                        | 4:59         |
| 6.  | «Life's What You Make It» (ремикс сделан BBG)                                             | 6:14         |
| 7.  | «Talk Talk» (ремикс сделан Гэри Миллером)                                                 | 5:22         |
| 8.  | «It's My Life (Tropical Rainforest Remix)» (ремикс сделан Домиником Вуси и Дж Дж Монтана) | 5:58         |
| 9.  | «Living in Another World (Curious World Dub Mix)» (ремикс сделан 4 to the Floor)          | 7:48         |
| 10. | «Lifes What You Make It (The Fluke Remix)» (ремикс сделан Fluke)                          | 6:16         |

## Чарты
| Год  | Чарт                | Позиция |
| ---- | ------------------- | ------- |
| 1991 | German Albums Chart | 27      |
| 1991 | Dutch Albums Chart  | 64      |
| 1991 | UK Albums Chart     | 35      |